# Cor Vos (fotograaf)
Cor Vos (Rotterdam, 1948) is een Nederlands fotograaf met een eigen fotopersbureau, vooral bekend van zijn foto's van de Tour de France.

## Carrière
Vos is geboren en getogen in Rotterdam. Tot 1968 was hij actief als amateurwielrenner. Daarna was hij jarenlang fotograaf op de motor bij de Tour de France, en startte in 1975 Cor Vos het Fotopersburo Cor Vos - Video ENG. Na 35 jaar staptte Cor van de motor en volgde de Tour nog jarenlang als regisseur/editer met de auto.
In 2010, toen de Grand Départ van de Tour in Rotterdam startte, was er een expositie van zijn werk in de Kunsthal Rotterdam. In de jaren 1980-1990 heeft de Rotterdamse gangmaker Joop Zijlaard tien jaar voor Cor Vos bij de Tour de France als motard zonder motorrijbewijs hem in alle belangrijke wielerwedstrijden rondgereden.
Nu in het jaar 2022 werkt Cor Vos nog steeds voor zijn fotopersbureau waar een twintigtal meewerkende fotografen alle belangrijke wedstrijden op onze aardbol volgen. En nog steeds is hij de kwaliteitsbewaker van alle live binnenkomende foto's. De website www.corvospro.com is wereldwijd bekend bij journalisten, kranten- en magazine-redacties.

## Publicaties
- Jacob Bergsma, Joop Holthausen & Cor Vos, Emotions, photography by cor vos, _De Buitenspelers, 2009. Cor Vos werkte tijdens zijn actieve carrière als fotograaf mee aan ruim 250 boeken.